# 大阪南區
大阪南區（日语： Minami，即日文中「南」的片假名），又稱南區或南，日本大阪市中央區以難波、心齋橋、道頓堀、美國村、千日前為核心的商業區總稱，也涵蓋一部份的浪速區。若以營業額及商場面積計算，為世界排名前列、日本首屈一指的繁華商圈，與梅田、北新地、中之島為核心的北區並列為大阪代表性的商業區。

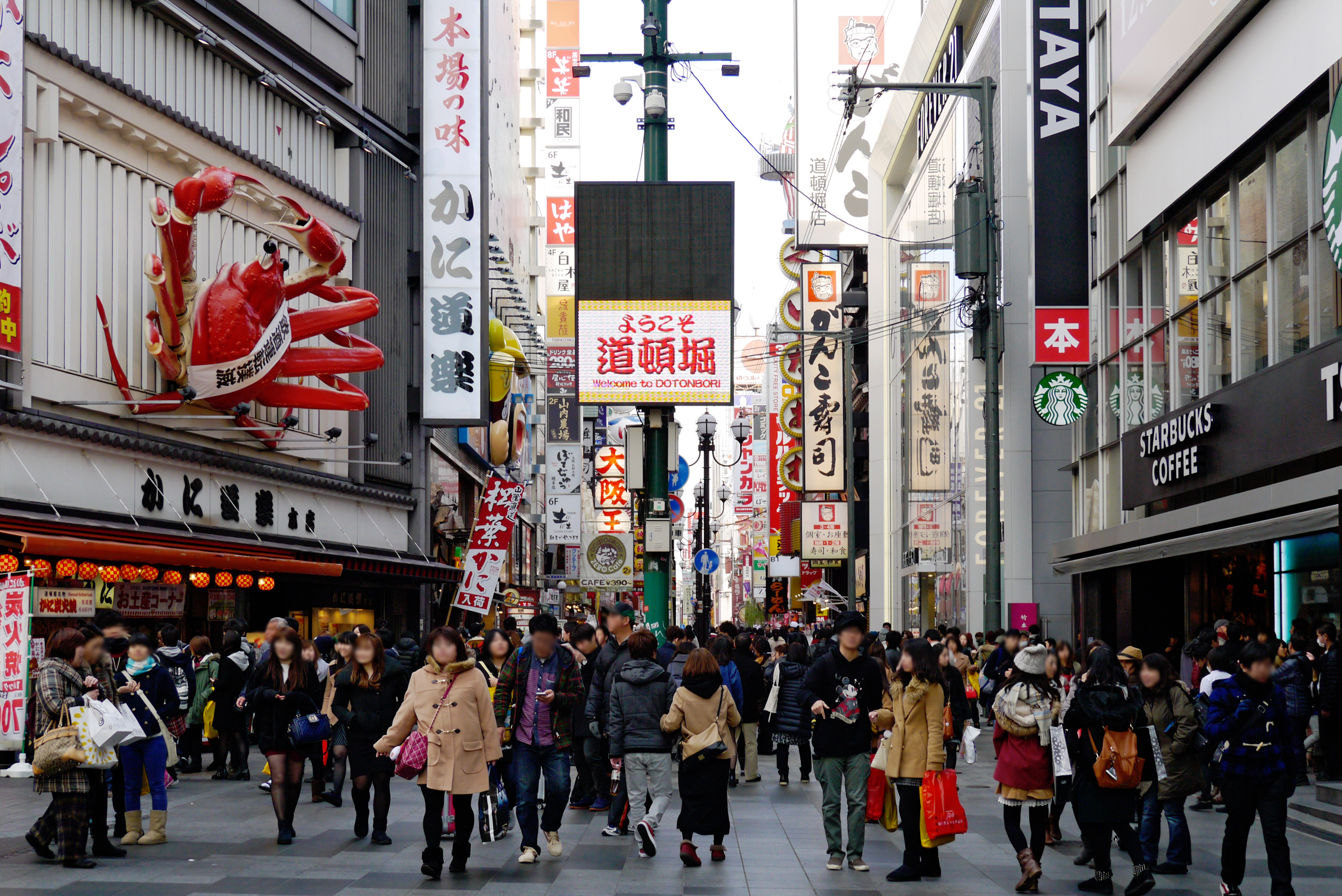
遊客如織的觀光勝地道頓堀

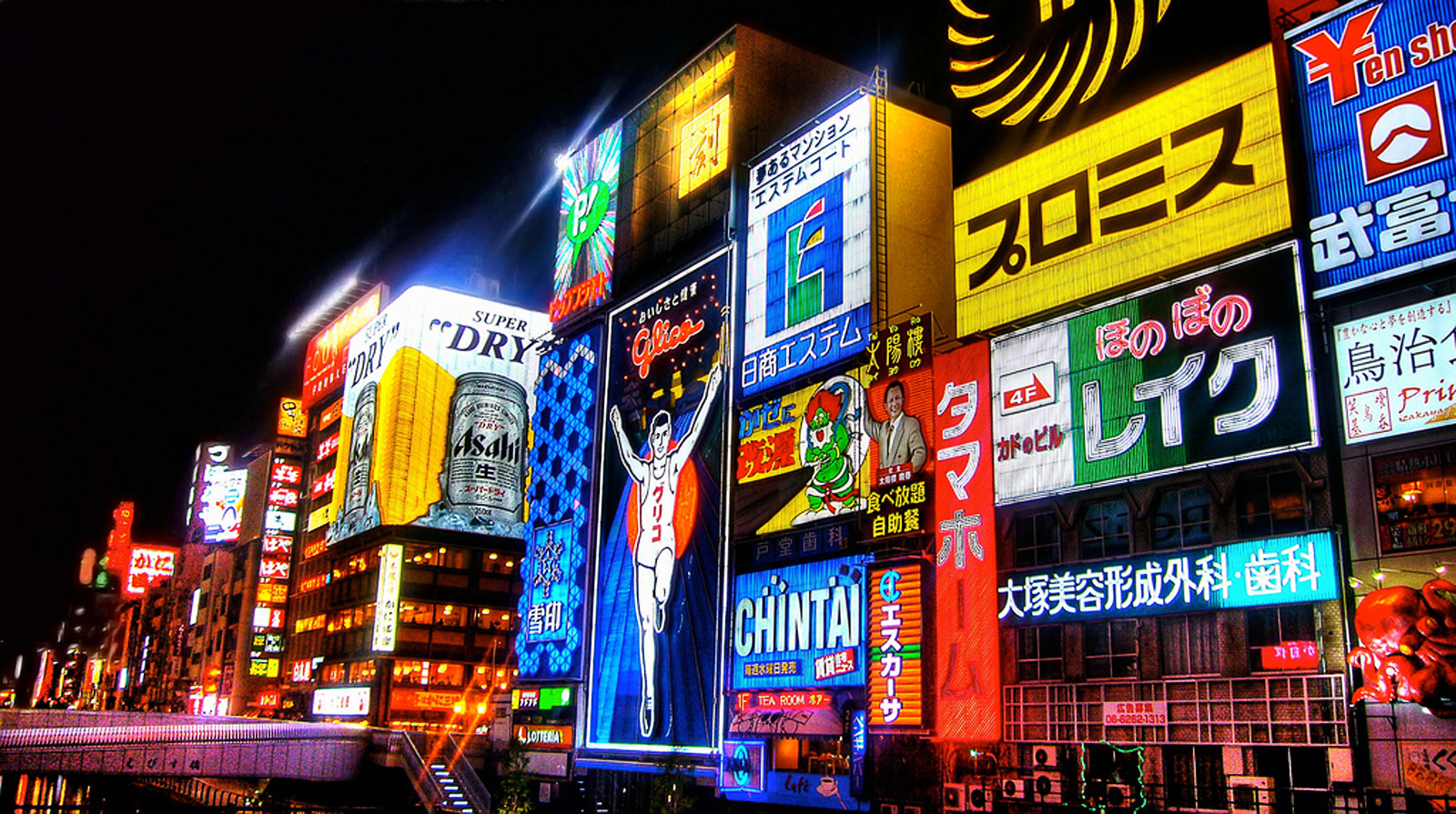
戎橋至道頓堀川沿岸的霓虹燈看板

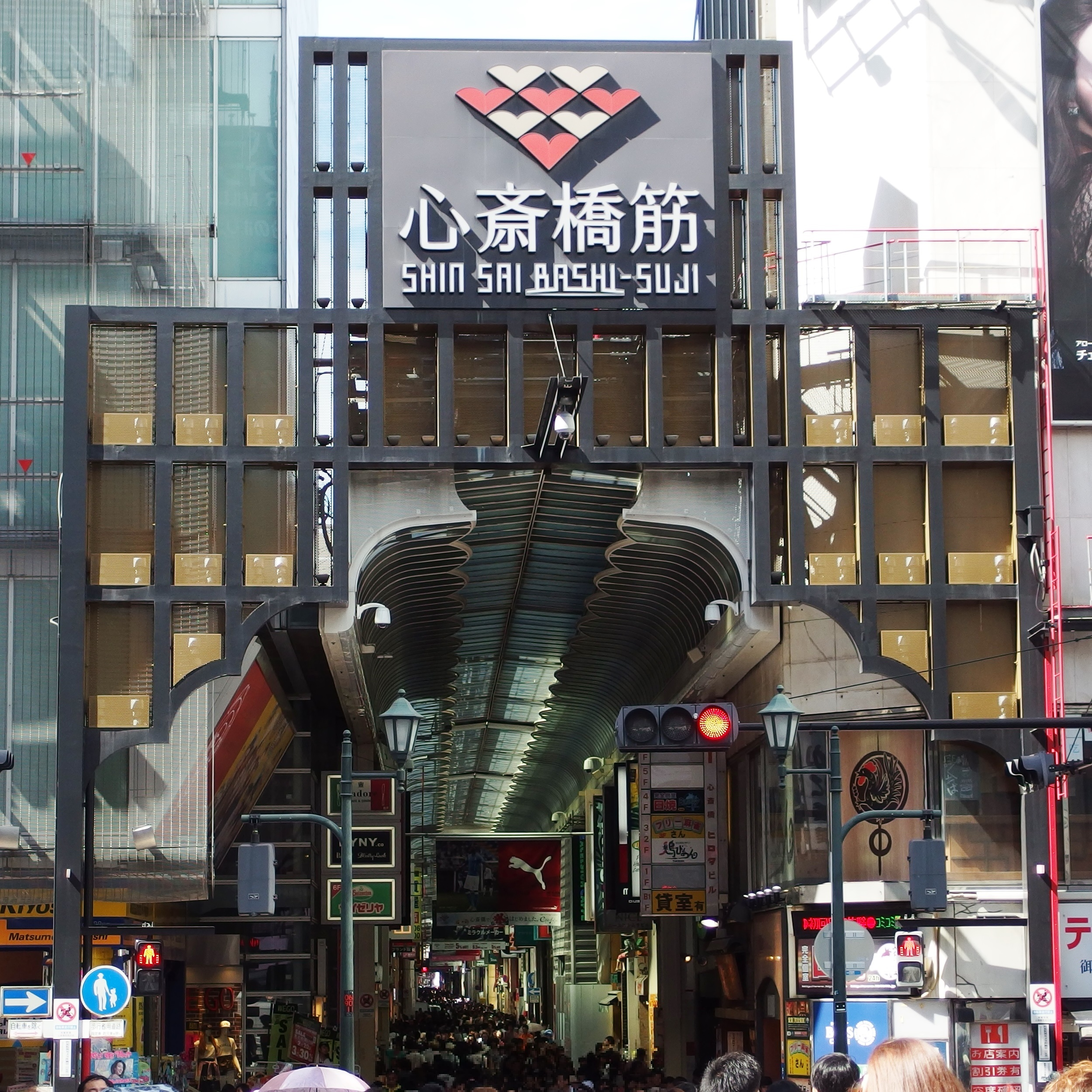
百貨公司、精品時裝、餐廳及咖啡店林立的心齋橋筋商店街

## 概要
南區是大阪市南邊大型商圈的總稱，橫跨島之內（東心齋橋、宗右衛門町、心齋橋筋、西心齋橋）、道頓堀、千日前、難波等地區，雖皆統稱為南區卻各具特色，包括擁有大丸及巴而可等老牌百貨公司及精品時裝店林立的心齋橋筋商店街；年輕人雲集的次文化聖地美國村；遍布餐廳及大型商業設施的道頓堀和千日前等。這些地區之所以被統稱為南區，是因為它們位於大阪市中央商務區船場以南，而且大多位於舊行政區劃中「南區」的範圍之內。雖然媒體經常使用「南區」指稱此區域，但並沒有具體明確的定義。一般而言，該地區係指以道頓堀通為東西軸線、心齋橋筋（戎橋以南為戎橋筋）為南北軸線，北至長堀通、南至南海難波站、西至現已填海的西橫堀川或四橋筋、東至堺筋的大範圍商業區。
在普遍日本人的觀感中，大阪南區具有濃厚的紅燈區之印象。根據2004年10月之統計，該地皮條客約有260人左右，但在2005年12月1日《騷擾防治條例》修正通過後人數大為減少。2006年2月1日《風俗案内所規制條例》施行後，對「無料案内所」等特種行業的招牌廣告管制程度提高，降低一般遊客造訪此地的抗拒感。2015年左右開始，以亞洲各國為主的外國觀光客激增，多語言的服務、招牌、菜單應運而生，位於道頓堀的「固力果跑跑人看板」已成為遊客必訪的大阪地標之一，南區也開始展現國際繁華商圈的面貌。

## 主要街道

### 東西向
- 長堀通
- 鰻谷北通
- 鰻谷南通
- 大寶寺通
- 清水町筋
- 周防町筋
- 八幡筋
- 三津寺筋
- 新屋敷筋、炭屋町筋
- 宗右衛門町通、久左衛門町通
- 道頓堀通
- 法善寺横丁
- 千日前通
- 難波本通
- 難波南海通

### 南北向
- 堺筋
- 千年町筋
- 玉屋町筋、相合橋筋
- 笠屋町筋 、千日前道具屋筋商店街
- 畳屋町筋
- 心齋橋筋、戎橋筋
- 御堂筋
- 佐野屋橋筋
- 大黑橋筋
- 炭屋町筋、西横堀筋、横堀筋

## 涵蓋車站
難波站為許多私鐵及地鐵站的交會點，為大阪市僅次於梅田站的第二大站。而來自關西國際機場的旅客多會先抵達南海難波站，作為通往大阪市區及關西其他景點的門戶。
- 南海難波站 - 南海本線、高野線
- 大阪地鐵難波站 - 御堂筋線、四橋線、千日前線
- 大阪難波車站 - 近鐵難波線（奈良線）、阪神難波線
- JR難波車站 - JR關西本線（大和路線）
- 日本橋車站 - 堺筋線、千日前線
- 近鐵日本橋站 - 近鐵難波線（奈良線）
- 心齋橋站 - 御堂筋線、長堀鶴見綠地線
- 長堀橋站 - 堺筋線、長堀鶴見緑地線
- 四橋站 - 四橋線

## 相關作品
- 夫婦善哉：織田作之助的短篇小說
- 南街帝王（日语：難波金融伝・ミナミの帝王）：描述大阪南區高利貸業者的漫畫

## 關聯條目
- 大阪北區